# Maura Visser
Maura Visser (ur. 1 czerwca 1985 r. w Hadze) – holenderska piłkarka ręczna, reprezentantka kraju, zawodniczka SG BBM Bietigheim, występująca na pozycji środkowej rozgrywającej.

## Sukcesy reprezentacyjne
- Mistrzostwa Europy:
  -  2016
  -  2018

## Sukcesy klubowe
- Puchar EHF:
  -  2016-2017 (SG BBM Bietigheim)
- Puchar Zdobywców Pucharów:
  - Półfinał: 2011-2012 (Handball-Club Leipzig)
- Mistrzostwa Niemiec:
  -  2016-2017 (SG BBM Bietigheim)
  -  2012-2013, 2013-2014 (Handball-Club Leipzig), 2017-2018 (SG BBM Bietigheim)
- Puchar Niemiec:
  -  2013-2014 (Handball-Club Leipzig)
  -  2012-2013 (Handball-Club Leipzig), 2017-2018 (SG BBM Bietigheim)
- Superpuchar Niemiec:
  -  2017 (SG BBM Bietigheim)